# Brunnenstollen
Der Brunnenstollen in der rheinland-pfälzischen Ortsgemeinde Trippstadt ist der erhaltene Teil einer Anlage, die außerhalb des Ortes das Wasser verschiedener Quellen sammelte und es durch Stollen unterirdisch zum Trippstadter Schloss und ins Wohngebiet leitete.

## Geographische Lage
Trippstadt liegt in der Pfalz im nordwestlichen Pfälzerwald, dessen Buntsandstein-Oberfläche dort von den Karlstalschichten gebildet wird. In Schichtquellen tritt an zahlreichen Stellen Wasser zutage.
Im Bereich des oberen Beginns des Brunnenstollens auf 430 m weisen die Straßenbezeichnungen Am Quellbach und Am Wasserstollen auf das unterirdische Bauwerk hin. Wenige Meter vom Einstieg steht als Wetterschutz die kleine offene, aus Holz errichtete Brunnenstollenhütte (⊙).

## Geschichte

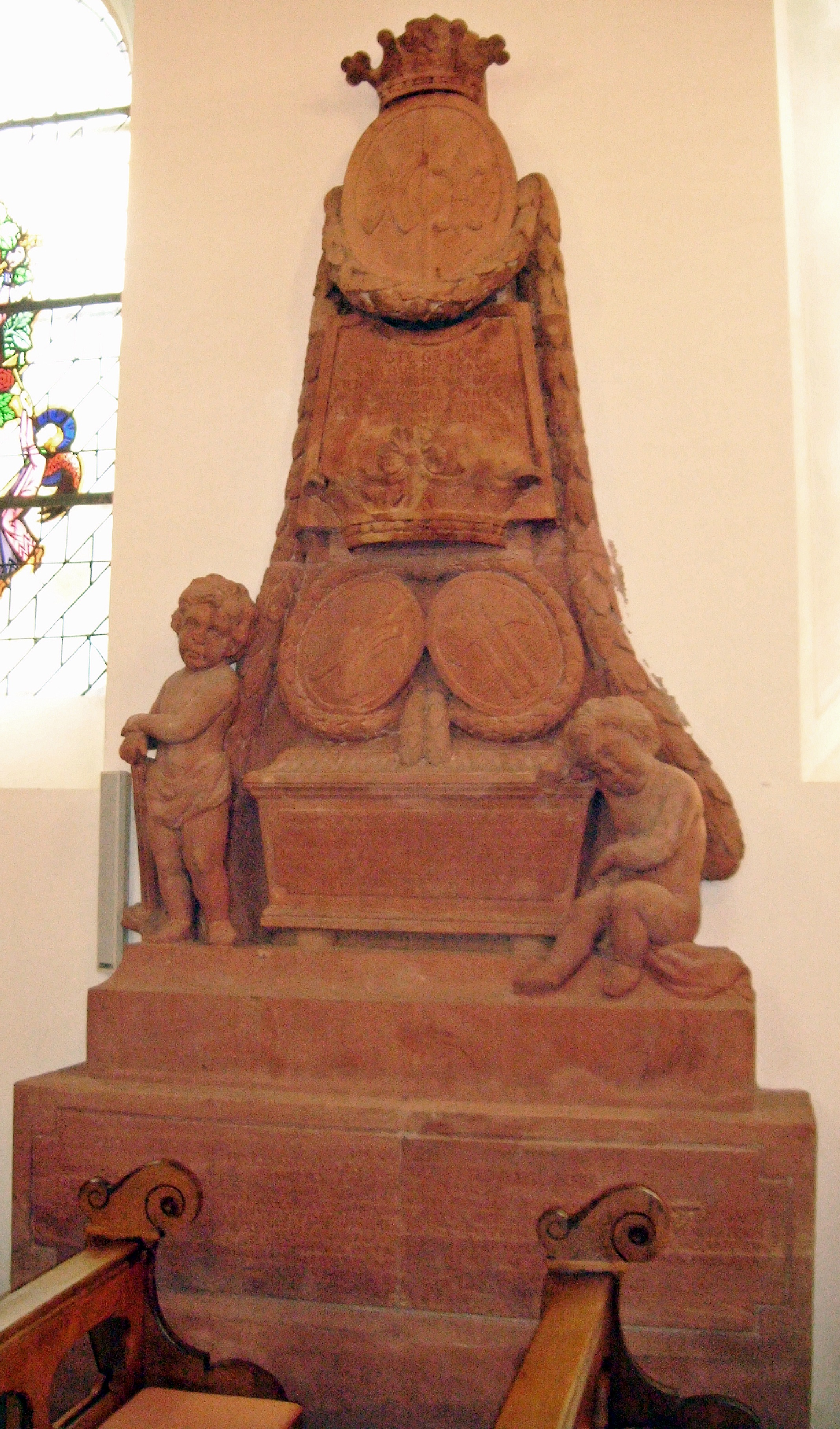
Grabmal des Bauherrn
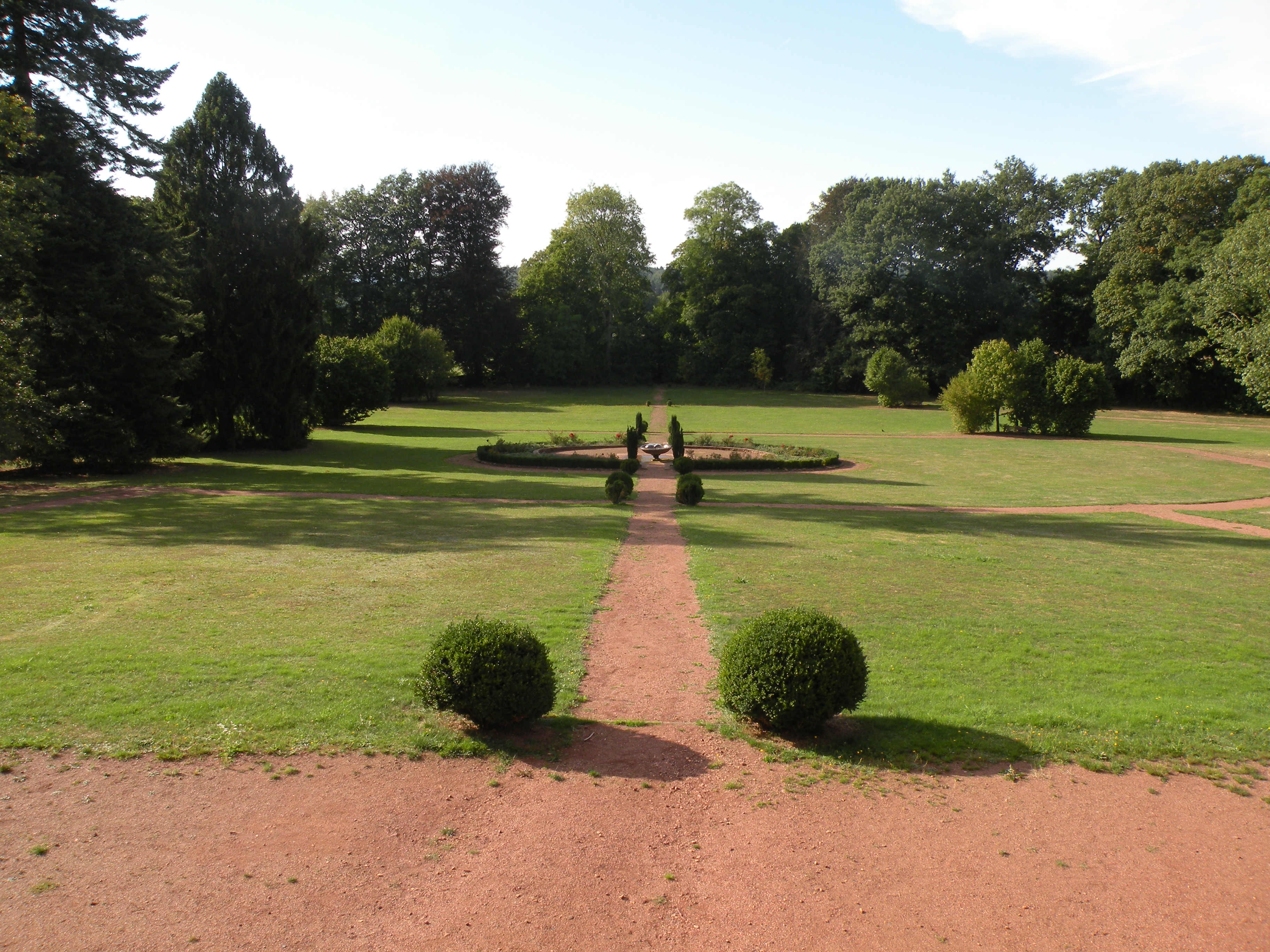
Schlossbrunnen

Die Anlage sammelte ab der zweiten Hälfte des 18. Jahrhunderts nordöstlich der Wohnbebauung am Quellbachhübel das Wasser mehrerer Quellen in einer Brunnenkammer und führte es durch begehbare Stollen mit leichtem Gefälle unterirdisch zum örtlichen Schloss und in die Gemeinde.
Die nahezu 300 m lange Stollenanlage wurde seit 1716 geplant. Als Franz Karl Freiherr von Hacke (1727–1780) Ortsherr von Trippstadt war, wurde sie ab 1764 unter Aufsicht des Geometers Sigmund Jacob Haeckher wie in der Antike mittels Gegenortvortrieb errichtet und 1767 fertiggestellt. Die Anlage bestand aus der Brunnenkammer und ursprünglich drei Teilstollen. Von den 285,85 m des Hauptstollens wurden 197,87 m durch den gewachsenen Fels getrieben; die Nebenstollen, Sauger 1 und Sauger 2 genannt, maßen 29,8 bzw. 46,25 m. Der Sauger 2 wurde durch zwei Schächte mit 50 × 50 cm Querschnitt belüftet. Die kurzen Strecken, die nicht im Fels verlaufen, wurden zunächst in offener Bauweise als parallele Trockenmauern angelegt und dann mit Gewölben überbaut, so dass sie von der Erdoberfläche verschwanden.
Die Stollenanlage versorgte bis 1965 die Gemeinde mit Trinkwasser. Der Hauptstollen führte zum Schlossbrunnen auf 393 m Höhe; die beiden anderen Stollen endeten im Oberen Brunnen bzw. im Hirschbrunnen, die nach 1965 zerstört wurden.
Der bis heute erhaltene lange Stollen zum Schlossbrunnen ist ein eingetragenes Kulturdenkmal. Bei der Touristinfo der Gemeinde können zwischen Anfang Mai und Ende August Führungen für Gruppen gebucht werden.